# فاليريا أليساندريني
فاليريا أليساندريني (مواليد 26 أغسطس 1975) سياسية إيطالية.

## الحياة السياسية
بدأت بالسياسة في عام 2018 عندما التحقت بالرابطة والتي كانت مرشحة لمنصب عضو مجلس مدينة تيرني لدعم مرشح عمدة ليوناردو لاتيني الذي تم انتخابه. تم ترشيحها من قبل لاتيني نفسه كمستشارة للمدارس والجامعات، ولهذا السبب توقفت عن ولاية مستشار البلدية.
في الانتخابات الإقليمية في أومبريا في عام 2019 ترشحت لمنصب مستشار إقليمي لدعم مرشح الرئيس دوناتيلا تيسي، حيث تم انتخابها بـ 4942 تفضيلًا. لهذا السبب استقالت من مكتب مستشار بلدية تيرني.
تم انتخاب أليساندريني في عام 2020 في انتخابات فرعية خلفًا لدوناتيلا تيسي.